# 임철순 (프로게이머)
임철순(1984 ~ )은 대한민국 카운터-스트라이크 1호 프로게이머

## 수상 경력
- 2001.03 제1회 한빛소프트배 Korea Counter-Strike League 일반전 1위
- 2001.07 Jeonju Computer Game Expo 2001 Counter-Strike 8강
- 2001.07 2001 World Cyber Games Counter-Strike 서울예선 3위
- 2001.07 2001 World Cyber Games Counter-Strike 본선 16강
- 2002.02 삼성프로게임단 ( KHAN ) 입단면접 - 주최측의 불성실로 무산
- 2002.05 온게임넷 Counter Strike League 8강
- 2002.09 2002 World Cyber Games Counter-Strike 1위
- 2002.09 삼성프로게임단 ( KHAN ) 입단제의 - 거절
- 2002.10 2002 World Cyber Games Counter-Strike 국가대표출전
- 2002.11 GameTV 제작 다큐멘터리 (5인의 총잡이) 출연
- 2002.11 온게임넷 Halo League 8강
- 2002.12 온게임넷 X-Box 시범 초청전 1위
- 2003.01 KSGA Counter-Strike Arena Tournament 2위
- 2003.06 KSGA Summer League 3위
- 2003.08 KSGA Summer League Final 3위
- 2003.09 Korea e-Sports Association 국내 1호 프로게이머자격 취득
- 2003.09 2003 World Cyber Games Halo 국가대표선발전 3위
- 2003.10 경향게임스  Counter-Strike Best clan 인터뷰
- 2004.01 Halo-pc World Championship 2004 서울 2위
- 2004.05 daum 주최 Vital Sign 전국짱을 찾아라 서울지역 1위
- 2004.06 daum 주최 Vital Sign 전국짱을 찾아라 전국결선 3위
- 2004.07 MBC Game Unreal Tournament 초청전 출연
- 2004.03 웨이코스배 CS-ConditionZero 출시기념 클랜 초청전 8강
- 2004.07 웨이코스배 온게임넷 CS-ConditionZero League 5위